# Andreas Behm
Andreas Behm (Stralsund, 28 novembre 1962 – Stralsund, 27 dicembre 2021) è stato un sollevatore tedesco orientale, poi tedesco a seguito della riunificazione della Germania, medagliato olimpico e mondiale e campione europeo, che ha gareggiato nelle categorie dei pesi piuma (fino a 60 kg.) e dei pesi leggeri (fino a 67,5/70 kg.).

## Biografia
Iniziò da bambino a praticare ginnastica, per poi passare a 13 anni al sollevamento pesi.
All'età di 18 anni vinse la medaglia di bronzo nella categoria dei pesi piuma ai Campionati europei di Lilla 1981 con 282,5 kg. nel totale, terminando al 4º posto finale nella contestuale classifica valida come Campionato mondiale, disputato in un'unica competizione con il Campionato europeo.
Nel 1982 vinse la medaglia d'argento ai Campionati mondiali ed europei di Lubiana con 300 kg. nel totale, alle spalle del sovietico Yourik Sargsyan (302,5 kg.).
L'anno successivo Andreas Behm passò alla categoria superiore dei pesi leggeri e ottenne la medaglia di bronzo ai Campionati mondiali ed europei di Mosca con 337,5 kg. nel totale.
Non poté partecipare alle Olimpiadi di Los Angeles 1984, dove sarebbe stato uno dei favoriti per il podio, a causa del boicottaggio dei Paesi dell'Est europeo.
Nel 1985 vinse la medaglia d'oro ai Campionati europei di Katowice con 345 kg. nel totale, battendo il bulgaro Mihail Petrov (342,5 kg.), bissando il titolo europeo ai successivi Campionati europei di Karl-Marx-Stadt 1986 con 347,5 kg. nel totale. Sempre nel 1986 vinse la medaglia di bronzo nello strappo ai campionati mondiali di Sofia.
Nel 1987 Andreas Behm vinse la medaglia d'argento ai Campionati mondiali di Ostrava con 340 kg. nel totale, dietro a Mihail Petrov (350 kg.).
A causa di un infortunio non partecipò alle Olimpiadi di Seul 1988, mancando nuovamente la possibilità di una medaglia olimpica.
Nel 1989 riuscì a ritornare su un podio europeo, vincendo la medaglia di bronzo ai Campionati europei di Atene con 325 kg. nel totale, mentre nella contestuale classifica valida per il Campionato mondiale terminò al 5º posto finale.
A seguito della riunificazione della Germania continuò a gareggiare sotto la bandiera tedesca, ottenendo la medaglia di bronzo ai Campionati europei di Władysławowo 1991 con 317,5 kg. nel totale.
L'anno seguente Behm partecipò alle Olimpiadi di Barcellona 1992, i suoi primi Giochi Olimpici, riuscendo a terminare sul podio con la medaglia di bronzo ottenuta sollevando 320 kg. nel totale, alle spalle del rappresentante della Squadra Unificata Israyel Militosyan (337,5 kg.) e del bulgaro Joto Jotov (327,5 kg.).
Nel 1993 Andreas Behm vinse la medaglia di bronzo ai Campionati mondiali di Melbourne con 330 kg. nel totale nella nuova categoria dei pesi leggeri (fino a 70 kg.), dietro a Jotov (342,5 kg.) e al turco Ergün Batmaz (332,5 kg.). Fu questa l'ultima medaglia di Behm nelle grandi competizioni internazionali.
Si presentò anche alle Olimpiadi di Atlanta 1996, terminando la competizione al 10º posto finale con 327,5 kg. nel totale.
Nell'anno 2000 abbandonò l'attività agonistica, durante la quale stabilì tre record mondiali della categoria dei pesi leggeri (fino a 67,5 kg.), di cui uno nella prova di slancio e due nel totale, e diventò allenatore di sollevamento pesi nella sua città natale, allenando anche suo figlio Robby, vincitore di diversi titoli nazionali.
Andreas Behm morì a 59 anni a seguito di una lunga malattia.